# Powiat de Starogard
Le powiat de Starogard Gdański (en polonais powiat starogardzki) est un powiat appartenant à la voïvodie de Poméranie dans le nord de la Pologne.

## Division administrative
Le powiat comprend 13 communes :

Carte du powiat

- 3 communes urbaines :  Czarna Woda, Skórcz et Starogard Gdański ;
- 9 communes rurales : Bobowo, Kaliska, Lubichowo, Osieczna, Osiek, Skórcz, Smętowo Graniczne, Starogard Gdański et Zblewo ;
- 1 commune mixte : Skarszewy.